# Labicum
Labicum o Labici (in latino Lăbīcum o Lăbīcī) fu una delle città del Latium vetus. Era ubicata nella Valle del Sacco tra Roma, Tusculum e Praeneste, ma non è ancora noto con certezza dove sorgesse.

## Origine
Secondo una leggenda la città di Labicum sarebbe stata fondata da Glauco, figlio del re cretese Minosse. La tradizione la considerava tuttavia colonia albana. Virgilio cita i Labici, definiti come guerrieri che portavano "gli scudi dipinti", tra i popoli alleati di Turno contro Enea.

## Storia
Labicum faceva parte della Lega Latina. Come le altre città latine che si erano opposte a Roma al principio del V secolo a.C., anche Labicum nel 493 a.C. firmò il Foedus Cassianum, un'"alleanza equa" tra le città che l'avevano sottoscritta.
Nel 489 a.C. fu una delle città attaccate dai Volsci condotti da Gneo Marcio Coriolano, che riuscirono a prenderla solo in virtù della propria superiorità numerica. Sconfitti, gli abitanti furono fatti schiavi dai Volsci.
Successivamente, tuttavia, Labicum si ribellò, alleandosi a Equi e Volsci. Fu pertanto espugnata dal dittatore Quinto Servilio Prisco (418 a.C.), rasa al suolo e il suo territorio (Ager Labicanus) fu probabilmente incorporato nel territorio romano. Gli abitanti di Labicum in parte furono deportati a Roma, in parte furono trasferiti in un'altra località a valle, chiamata ad Quintanas dove, secondo Livio, era stata fondata una colonia romana di tipo militare, con la distribuzione a 1500 cittadini romani di un appezzamento di terreno di due iugeri a testa. Quest'ultima località divenne successivamente municipio con il nome di Labicum Quintanense.
L'Ager Labicanus fu saccheggiato anche da Annibale nel 211 a.C. Alla fine dell'età repubblicana Labicum era una città in declino. Marco Tullio Cicerone ricorda che, ai suoi tempi, le città di Gabii, Bovillae e Labicum, tutte insieme, non avessero abbastanza magistrati da inviare al santuario di Giove Laziale in occasione delle Feriae latinae.

## Ubicazione
Non è noto con certezza dove sorgessero né l'antica Labicum, la città distrutta nel 418 a.C., né la Labicum ad Quintanas, la città che accolse gli abitanti dell'antica Labicum. Secondo Strabone, l'antica località distava da Roma 120 stadi, poco più di 22 km. Negli itinerari antichi (Itinerario antonino, Tabula Peutingeriana) Labicum Quintanense era la prima stazione di posta (mansio) sulla via Labicana. In base alla descrizione di Strabone, Francesco Antonio Vitale localizzava l'antica Labicum sul Monte Salomone, tra Monte Compatri e Colonna; Giuseppe Tomassetti localizzava invece l'antica città a Monte Compatri, e Labicum Quintanense nei pressi di Colonna.
L'identificazione di Labicum con il villaggio di Lugnano fatta da Francesco de' Ficoroni nel XVIII secolo, è stata alla base del cambiamento del nome del comune di Lugnano, dapprima in Labicano nel 1872, poi in Labico nel 1880. L'ipotesi del Ficoroni era giudicata priva di fondamento già da studiosi come il Nibby e il Tomassetti.